# 1956年韓国地方選挙
1956年韓国地方選挙は、第一共和国時代の韓国における地方選挙で、1956年8月8日と13日の2回に分けて行われた（一部地域では8月21日に再選挙が実施された）。

## 概要
前回（1952年）に続く二回目の選挙で、道議会の議員と、市・邑・面の首長と議員を選出した。この選挙では選挙前の1956年2月に実施された地方自治法改正によって、市・邑・面の首長（市長・邑長・面長）を住民が直接選挙で選出することになった事、前回選挙が実施されなかったソウル特別市の市議会を構成する市議会議員の選挙が初めて実施されたことが特徴である。
- 地方自治法改正の要点
  - 市・邑・面の首長を議会間選から住民による直接選挙制に改める（ソウル市長と道知事は従来どおり政府による任命制）。
  - 市・邑・面の首長及び議員の任期を4年から3年に短縮
  - 選挙権と被選挙権の居住要件を6ヶ月以上から90日に短縮
  - 道・ソウル市議会は小選挙区制とする（市・邑・面は従来どおり中選挙区制）。

## 市・邑・面選挙
投票日：1956年8月8日

### 市・邑・面長選挙
1956年7月の地方自治法改正で一部の首長の任期が延長されたことに基づき、全国1,481箇所の市（26市）・邑（75邑）・面（1,389面）の内、580箇所（6市・30邑・544面）のみで選挙が実施された。邑長選挙で3選挙区、面長選挙では87選挙区で無投票当選となった。
- 選挙人数

市長選挙：209,815名…邑及び面長選挙における選挙人数は不明。
|        | 市長 （6市） | 邑長 （30邑） | 面長 （544面） | 合計 |
| ------ | ------------ | ------------- | -------------- | ---- |
| 自由党 | 2            | 8             | 282            | 292  |
| 民主党 | 0            | 1             | 9              | 10   |
| 国民会 | 0            | 1             | 6              | 7    |
| 農民会 | 0            | 0             | 3              | 3    |
| その他 | 0            | 0             | 1              | 1    |
| 無所属 | 4            | 20            | 243            | 267  |
| 合計   | 6            | 30            | 544            | 560  |

投票率（市長選挙）：86.6％…邑・面長選挙の投票率は不明。

### 議会選挙
全国1,481箇所の市・邑・面の内、任期が満了していない1市（麗水市）・1邑（全羅北道井邑）・21面と修復地区臨時行政措置法が適用されていた3邑・45面を除外した1,410箇所の市・邑・面（25市・72邑・1,313面）で行われた。当選者の28.9％にあたる4,893名が無投票当選となり、特に面議会では30.9％にも達し、前回選挙より高かった。
- 定数
  - 市議会：416名
  - 邑議会：990名
  - 面議会：15,548名
- 立候補者数
  - 市議会：1,009名
  - 邑議会：1,803名（うち74名が無投票当選）
  - 面議会：24,712名（うち4,819名が無投票当選）
- 選挙人数

市議会選挙：1,578,678名（當該区域の人口数3,734,564名中40.2％が登録）…邑・面議会選挙における選挙人数は不明。
|        | 市議会 | 邑議会 | 面議会 | 合計   |
| ------ | ------ | ------ | ------ | ------ |
| 自由党 | 157    | 510    | 10,823 | 11,490 |
| 民主党 | 54     | 57     | 231    | 342    |
| 国民会 | 17     | 28     | 161    | 206    |
| 農民会 | 1      | 3      | 16     | 20     |
| その他 | 10     | 1      | 33     | 44     |
| 無所属 | 177    | 391    | 4,284  | 4,852  |
| 合計   | 416    | 990    | 15,548 | 16,954 |

投票率（市議会選挙）：79.5％…邑・面議会選挙の投票率は不明。

## 特別市・道議会議員選挙
修復地区臨時行政措置法の適用地域である8箇所の郡と選挙を延期した翁津郡を除いた全国10市・道437選挙区で選挙が実施された。議員定数437名に1,490名（立候補辞退者を除いた数字）が立候補、競争率は平均で3.4倍となったが、44選挙区では無投票当選となった。
- 投票日：1956年8月13日
- 選挙人数：8,421,772名（当該地域の人口19,140,219名の内、44.0％が登録）

|        | ソウル 市議会 （47名） | 道議会 （390名） | 合計 |
| ------ | ---------------------- | ---------------- | ---- |
| 自由党 | 1                      | 248              | 249  |
| 民主党 | 40                     | 58               | 98   |
| 国民会 |                        | 6                | 6    |
| 農民会 | 1                      |                  | 1    |
| 無所属 | 5                      | 78               | 83   |
| 合計   | 47                     | 390              | 437  |

投票率：86％
| 市・道       | 議員 定数 | 登録 候補者数 | 辞退 者数 | 最終 候補者数 | 党派別当選者数 | 党派別当選者数 | 党派別当選者数 | 党派別当選者数 | 党派別当選者数 | 党派別当選者数 | 無投票 当選 |
| 市・道       | 議員 定数 | 登録 候補者数 | 辞退 者数 | 最終 候補者数 | 自由党         | 民主党         | 国民会         | 農民会         | 無所属         | 合計           | 無投票 当選 |
| ------------ | --------- | ------------- | --------- | ------------- | -------------- | -------------- | -------------- | -------------- | -------------- | -------------- | ----------- |
| ソウル特別市 | 47        | 302           | 22        | 280           | 1              | 40             |                | 1              | 5              | 47             | 0           |
| 京畿道       | 45        | 183           | 24        | 159           | 14             | 22             | 1              |                | 8              | 45             | 3           |
| 忠清北道     | 30        | 98            | 12        | 86            | 29             |                |                |                | 1              | 30             | 3           |
| 忠清南道     | 45        | 123           | 9         | 114           | 37             | 6              |                |                | 2              | 45             | 10          |
| 全羅北道     | 44        | 168           | 27        | 141           | 22             | 6              |                |                | 16             | 44             | 4           |
| 全羅南道     | 58        | 236           | 39        | 197           | 47             | 10             |                |                | 1              | 58             | 2           |
| 慶尚北道     | 61        | 211           | 31        | 180           | 40             | 7              | 1              |                | 13             | 61             | 9           |
| 慶尚南道     | 67        | 258           | 29        | 229           | 21             | 6              | 4              |                | 36             | 67             | 7           |
| 江原道       | 25        | 87            | 15        | 72            | 23             | 1              |                |                | 1              | 25             | 3           |
| 済州道       | 15        | 37            | 5         | 32            | 15             |                |                |                |                | 15             | 3           |
| 合計         | 437       | 1,703         | 213       | 1,490         | 249            | 98             | 6              | 1              | 83             | 437            | 44          |

選擧結果に関する出典：中央選擧管理委員會編『大韓民國選擧史』（中央選擧管理委員會）、第4章第3節「歴代地方自治團體選擧結果分析」504～523頁。

## 解説
市・邑・面の首長及び議員選挙では面レベルで全議席の70％以上を占めるなど、自由党が圧倒的優位に立った。続いて行われたソウル特別市議会と道議会議員選挙では、与村野都（農村部は与党支持、都市部は野党支持がそれぞれ優位になる現象）の影響が強く現れ、ソウル特別市議会選挙では野党である民主党が47議席中40議席を占めて圧勝し、自由党は1議席に留まった。京畿道でも民主党が第1党になったが、それ以外の道議会では自由党が圧倒的多数を占め、忠清北道と江原道及び済州道ではほぼ全議席を独占する結果となった。